# Gisbert Enzian
Gisbert Enzian (* 11. August 1847 in Soest; † 23. Mai 1919 in Bad Kreuznach) war ein deutscher Chorleiter, Organist und Pianist.

## Leben
Enzian leitete schon als Tertianer einen Schülerchor. Ab 1864 studierte er Musik am Kölner Konservatorium bei Ferdinand Hiller. Nach einem Aufenthalt in London übernahm er 1871 die Leitung eines Gesangsvereins in Barmen. 1873 wechselte er als Chorleiter der Konzertgesellschaft nach Bad Kreuznach, wo er seine Frau, Sarah Imhoff, eine Nichte der Familie Cauer, heiratete. 
Enzian wirkte als Klavierlehrer und versah die Stelle des Organisten an der englischen Kapelle in Bad Kreuznach. Des Weiteren leitete er den Evangelischen Kirchenchor, den Liederkranz und den Chor der Diakonieanstalten (1914–1919).

## Kompositionen
- Vier Lieder für eine Singstimme mit Pianoforte Opus 1.
- Spinnerlied für das Pianoforte zu vier Händen Opus 2.[3]